# Główny Inspektor Transportu Drogowego

Naramiennik Głównego Inspektora Transportu Drogowego (od 2010)

Główny Inspektor Transportu Drogowego – centralny organ administracji rządowej właściwy w sprawach transportu drogowego. Powoływany jest przez Prezesa Rady Ministrów na wniosek ministra właściwego do spraw transportu, któremu podlega. Działa na podstawie ustawy z dnia 6 września 2001 r. o transporcie drogowym.

## Kompetencje
Główny Inspektor Transportu Drogowego wykonuje zadania Inspekcji Transportu Drogowego zgodnie z kompetencjami określonymi w ustawie o transporcie drogowym i przepisach odrębnych. Kieruje Inspekcją przy pomocy podległego mu Głównego Inspektoratu Transportu Drogowego oraz 10 delegatur terenowych.
Koordynuje, nadzoruje i kontroluje działalność wojewódzkich inspektorów transportu drogowego oraz nadzoruje wykonanie w roku budżetowym planów rzeczowo-finansowych w części dotyczącej wojewódzkich inspektoratów transportu drogowego.
Ponadto jest organem właściwym w kwestiach:
- międzynarodowego transportu drogowego (udzielenie, odmowa udzielenia, zmiana lub cofnięcie licencji w zakresie międzynarodowego transportu drogowego);
- związanych z kontrolą przestrzegania przepisów ruchu drogowego przez kierujących pojazdami w zakresie, o którym mowa w art. 129g ust. 1 ustawy z dnia 20 czerwca 1997 r. – Prawo o ruchu drogowym;
- związanych z kontaktami wewnątrzwspólnotowymi w zakresie kontroli przepisów dotyczących czasu jazdy i czasu postoju, obowiązkowych przerw i czasu odpoczynku kierowców wykonujących przewozy drogowe.

Od 1 lipca 2021 Szef KAS przejął od Głównego Inspektora Transportu Drogowego kompetencje do poboru opłaty elektronicznej za przejazd po płatnych drogach krajowych przez pojazdy ciężkie oraz opłaty za przejazd po wyznaczonych odcinkach autostrad A2 i A4.

## Główni Inspektorzy Transportu Drogowego
- Seweryn Kaczmarek – od 10 grudnia 2001 do 27 lutego 2007
- Paweł Usidus – od 28 lutego 2007 do 20 grudnia 2007
- Tomasz Połeć – od 21 grudnia 2007 do 5 stycznia 2016
- Alvin Gajadhur – od 6 stycznia 2016 do 4 stycznia 2024[3] (do 7 kwietnia 2017 jako p.o.)
- Artur Czapiewski – od 28 kwietnia 2025[4] (od 10 stycznia 2024 jako p.o)[5]

## Zastępcy Głównego Inspektora Transportu Drogowego
- Sławomir Nastał – p.o. zastępcy od 22 stycznia 2024[6]
- Marek Konkolewski – p.o. zastępcy od 20 lutego 2025[7]

## Dystynkcje
Oznaczenia dystynkcji w Inspekcji Transportu Drogowego umieszczane są na klapach marynarki, pochewkach zakładanych na pagony umundurowania oraz bezpośrednio na taśmie otoczkowej czapki.